# Телохранитель жены киллера
«Телохранитель жены киллера» (англ. Hitman's Wife's Bodyguard) — американский комедийный боевик режиссёра Патрика Хьюза. В главных ролях: Райан Рейнольдс, Сэмюэл Л. Джексон, Сальма Хайек и Антонио Бандерас. В прокате с 16 июня 2021 года.

## Сюжет
Руководство Европейского Союза накладывает на Грецию санкцию за санкцией. Греческий миллиардер Аристотель Пападопулос (Антонио Бандерас) вознамерился восстановить величие Греции и вернуть ей былую славу с помощью кибератаки, которая должна привести к краху Евросоюза.
Профессиональный элитный телохранитель Майкл Брайс (Райан Рейнольдс), которому за спасение профессионального наёмного убийцы, пусть и важнейшего свидетеля для Международного трибунала в Гааге, вместо заслуженной награды светит окончательное лишение лицензии, бросает всё и по совету своего психотерапевта отправляется в отпуск в Италию. Агент Интерпола, совершенно неполиткорректный американец Бобби О’Нилл (Фрэнк Грилло), занимающийся проблемами взлома важнейших узлов управления промышленной и энергетической инфраструктуры Европы, понимая, что законные и официальные методы в данном случае просто не сработают, даёт задание остановить кибератаку «изгою» Брайсу. И в этом задании ему будет помогать самая опасная в мире семейная пара — знаменитый киллер Дариус Кинкейд (Сэмюэл Л. Джексон) и его вспыльчивая и совершенно безжалостная жена Соня (Сальма Хайек). Ведь Брайс Кинкейду как сын, а уж Соне — тем более…

## В ролях
| Актёр                | Роль                   |
| -------------------- | ---------------------- |
| Райан Рейнольдс      | Майкл Брайс            |
| Сэмюэл Л. Джексон    | Дариус Кинкейд         |
| Сальма Хайек         | Соня Кинкейд           |
| Антонио Бандерас     | Аристотель Пападопулос |
| Морган Фримен        | Майкл Брайс старший    |
| Фрэнк Грилло         | Бобби О'Нилл           |
| Кэролайн Гудолл      | Кроули                 |
| Элис МакМиллан       | Сисил                  |
| Том Хоппер           | Магнуссон              |
| Габриэлла Райт       | Вероника               |
| Кристофер Камиясу    | Зенто                  |
| Ричард Э. Грант      | Сиферт                 |
| Драган Мичанович     | Владимир               |
| Мильтос Йеролему     | Карло                  |
| Блейк Ритсон         | Гюнтер                 |
| Ребекка Фронт        | психотерапевт Брайса   |
| Симон Андреу         | адвокат Пападопулоса   |
| Брайан Каспе         | глава ЕС Уолтер Фишер  |
| Цуваюки Саотомэ      | Такаси Курасава        |
| Анна Мария Эверетт   | домработница Елена     |
| Ксилла Барат Бастаич | миссис Брайс           |
| Ивор Багарич         | юный Майкл Брайс       |